# El último de los Vargas
El último de los Vargas ist die spanischsprachige Version des Westerns The Last of the Duanes, die 1930 in Hollywood produziert wurde. Unter der Regie von David Howard spielte George Lewis als Jorge Lewis die Hauptrolle des José Vargas.

## Handlung
Nach langer Zeit in der Fremde kehrt der Cowboy José Vargas nach Hause, nach Llanos, Texas, zurück. Er muss entdecken, dass sein Vater getötet wurde. Zwar verspricht er seiner Mutter, auf Selbstjustiz zu verzichten, ist dann aber gezwungen, den Mörder zu erschießen und muss nun selbst fliehen. Als er unterwegs erfährt, dass eine seiner Bekannten, Elvira Nuñez, vom Gesetzlosen Blanco, der mit seiner Bande auch für den Tod ihres Vaters verantwortlich ist, entführt wurde, gelingt es Vargas, Elvira zu befreien und Blanco den Händen des Gesetzes zu übergeben, die auch seine Unschuld anerkennen.

## Bemerkungen
Bevor Synchronarbeiten den Dialog der Filme in die jeweilige Sprache übersetzten, war es Usus, einen Film in verschiedensprachigen Versionen und in teilweise unterschiedlichen, in den jeweiligen Ländern beliebten Besetzungen zu drehen. El último de las Vargas ist einer dieser Filme. Das Originaldrehbuch entstand nach einer Geschichte von Zane Grey, die im September 1914 erstmals in der Zeitschrift „Argosy“ erschien. Produziert wurde er von der Fox Film Corporation. Den englischsprachigen Film inszenierte Alfred L. Werker mit George O’Brien in der Vargas-Rolle des John Duane.
Gedreht wurden die Aufnahmen u. a. in Sedona, Arizona.
Im November 1930 lief der Film in Barcelona an, im Dezember auch in Madrid.